# كاشف بندكت
كاشف بندكت أو دليل بندكت (بالإنجليزية: Benedict's reagent)‏، هو كاشف كيميائي سُمي بهذا الاسم نسبةً إلى الكيميائي الأمريكي ستانلي روسيتر بندكت. ويُستخدم هذا الكاشف للكشف عن السكريات المختزلة والمواد الخافضة الأخرى. وهذا يشمل أيضاً جميع السكريات الأحادية والعديد من السكريات الثنائية. طريقة تحضيره تذاب أخيذة من سيترات الصوديوم مقدارها 173غ وكربونات الصوديوم 100غ في 800مل من الماء المقطر، يرشح المزيج بعد الذوبان ويضاف له 17غ من كبريتات النحاس ثم يمدد الحجم إلى الليتر بالماء المقطر. يعطي هذا الكاشف مع السكاكر المختزلة راسباً أحمر.

## محلول بندكت
محلول يتكون من خليط من كبريتات النحاس II ومزيج من سيترات الصوديوم وكربونات الصوديوم مذابة في الماء، و يستخدم للكشف عن السكريات المختزلة في المحلول مثل الجلوكوز.
عند الكشف عن المحلول يتم خلط المزيج مع المحلول في أنبوبة اختبار و من ثم يغلى الخليط. فإذا تكون راسب أحمر دل وجود على السكريات المختزلة بتركيز عالٍ أما إن ظهر لون اصفر فدل ذلك على أن تركيز السكريات المختزلة قليلة التركيز.